# Landeszahnärztekammer Hessen
Die Landeszahnärztekammer Hessen, mit Sitz in Frankfurt am Main, ist die Berufsvertretung von derzeit über 6.600 hessischen Zahnärztinnen und Zahnärzten.

## Geschichte
Die Landeszahnärztekammer Hessen ging aus dem Verein „Landeszahnärztekammer Hessen e. V.“ hervor. Auf der bereits im Februar 1949 angekündigten ersten öffentlichen Tagung (seit Kriegsende) des Vereins am 12. März 1949 wurden u. a. Siegfried Morgen, Wiesbaden, und Gustav Barchfeld, der Vorsitzende der Zahnärztekammer für den Regierungsbezirk Kassel, in den Vorstand gewählt. Die Hessische Landeszahnärztekammer veranstaltete am 2. und 3. April 1949 in der neu eingerichteten Gießener Akademie für medizinische Forschung und Fortbildung bereits eine wissenschaftliche Fortbildungstagung zum Thema Kariesforschung, bei der die Fluoridierung mit Vorträgen von Hertha Hesse, Friedrich Proell und Adolf Knappwost erstmals thematisiert wurde. Nach Beseitigung des Dualismus und Gründung des BDZ wurde am 13. Juni 1953 die „Zahnärztekammer Hessen e. V.“ mit neuer Satzung neu gegründet und der alte Verein einen Tag später aufgelöst. Nach Verabschiedung des Kammergesetzes durch den Hessischen Landtag im Jahre 1954 wurde die Landeszahnärztekammer Hessen in ihrer heutigen Organisationsform als Körperschaft öffentlichen Rechts gebildet. Liste des geschäftsführenden Vorstands:
| Amtszeit    | Präsident           | Vizepräsident                                  |
| ----------- | ------------------- | ---------------------------------------------- |
| 1956 – 1960 | Wilhelm Euler       | Willy Rossmann                                 |
| 1960 – 1964 | Erich Singer        | Fritz Lotz                                     |
| 1964 – 1972 | Erich Singer        | Karl Müller                                    |
| 1972 – 1976 | Erich Singer        | Gerd Möbus                                     |
| 1976 – 1980 | Gerd Möbus          | Werner Löser                                   |
| 1980 – 1984 | Werner Löser        | Horst Pantke                                   |
| 1984 – 1988 | Werner Löser        | Wilfried Schad (bis 1986) / Jörg Zey (ab 1986) |
| 1988 – 1992 | Jorg Zey (bis 1991) | Heinz Krug                                     |
| 1992 – 1997 | Peter Witzel        | Michael Frank                                  |
| 1997 – 2013 | Michael Frank       | Giesbert Schulz-Freywald                       |
| 2013 – 2023 | Michael Frank       | Wolfgang Klenner                               |
| seit 2023   | Doris Seiz          | Maik F. Behschad                               |

## Zuständigkeiten
Der hessische Gesetzgeber hat im Heilberufsgesetz den Aufgabenkatalog der Landeszahnärztekammer Hessen definiert. Als gemeinwohlorientierte Körperschaft des öffentlichen Rechts erfüllt die Landeszahnärztekammer Hessen gesetzliche Aufgaben. Hierzu gehört nicht nur die gesundheits- und standespolitische Interessenvertretung ihrer Mitglieder, sondern auch die Information und Aufklärung der Bürger. Insbesondere zur Gewährleistung des Patientenschutzes unterhält die Landeszahnärztekammer Hessen ein dreistufiges System von Beratungs- und Schlichtungsmöglichkeiten:
- Patientenberatungsstelle
- Schlichtung
- Gutachterwesen

### Patientenberatungsstelle
Die Landeszahnärztekammer Hessen unterhält für Patienten eine eigene Patientenberatungsstelle. Die zentrale Beratungsstelle ist für die Bürger Hessens telefonische und schriftliche Anlaufstelle für alle Fragen rund um die Zahnmedizin, die zahnärztliche Therapie und deren Abrechnung.

### Schlichtungsstelle
Bei Unstimmigkeiten zwischen Zahnarzt und Patient haben Patienten die Möglichkeit, sich an den Schlichtungsausschuss der Landeszahnärztekammer Hessen zu wenden.
Die Schlichtungsstelle dient der einvernehmlichen und außergerichtlichen Einigung. Sie steht für den Patienten kostenlos zur Verfügung, um eine gütliche Einigung zu erzielen. Das Schlichtungsverfahren vor dem Schlichtungsausschuss der Landeszahnärztekammer Hessen ist freiwillig, beide Parteien müssen mit einem solchen Verfahren einverstanden sein. Der Schlichtungsausschuss fällt dabei seine Entscheidung aufgrund der Aktenlage und des Ergebnisses der anzuberaumenden, mündlichen Verhandlung. Ein fachliches Gutachten wird im Rahmen des Schlichtungsverfahrens nicht erstellt.

### Gutachterstellen
Privatgutachten
Die Landeszahnärztekammer Hessen hält einen ausgewählten und fortgebildeten Kreis von Fachgutachtern für alle Bereiche der Zahn-, Mund und Kieferheilkunde vor. Die Privatgutachten können vom Patienten beauftragt werden. Die dafür erforderlichen Kosten obliegen dem Patienten.
Gerichtsgutachten
Die Landeszahnärztekammer Hessen schlägt auf Anfrage Hessischer Gerichte geeignete Sachverständige für die Erstellung von Gerichtsgutachten vor.

### Fortbildung
Die Landeszahnärztekammer fördert weiterhin die berufliche Fort- und Weiterbildung ihrer Kammerangehörigen. Dafür bietet die Landeszahnärztekammer Hessen mit ihrer Fortbildungsakademie Zahnmedizin Hessen GmbH (FAZH) in eigenen Fortbildungsräumen umfangreiche zahnärztliche Fortbildungsveranstaltungen für Zahnärzte sowie Praxismitarbeiterinnen an.

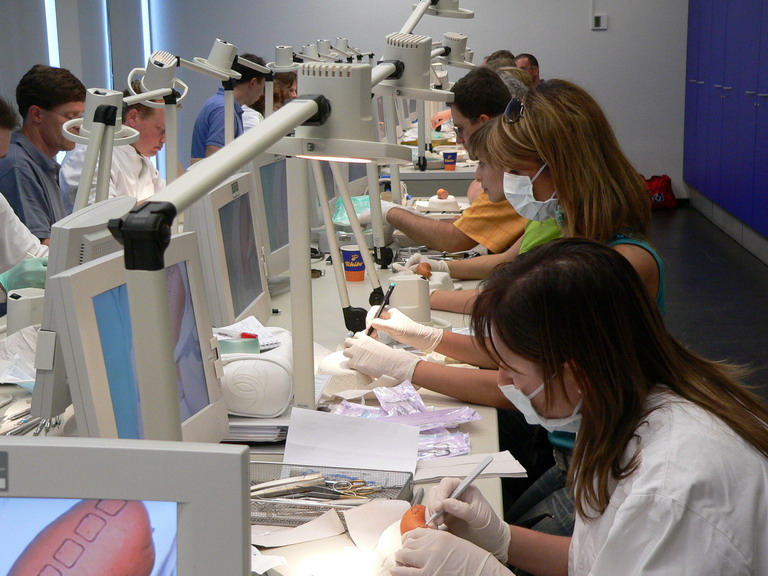
Fortbildungsveranstaltung

### Berufsausbildung
Die Landeszahnärztekammer Hessen führt in Hessen gemäß dem Berufsbildungsgesetz die Ausbildung zur / zum Zahnmedizinischen Fachangestellten (ZFA) durch und trägt die Ausbildungsverhältnisse in das zugehörige Verzeichnis ein.
Für die berufliche Fortbildung bietet die FAZH verschiedene Aufstiegsqualifikationen an. Hierzu gehören die Fortbildung zur / zum Zahnmedizinischen Fachassistentin/en (ZMF) oder zur / zum Zahnmedizinischen Verwaltungsassistentin/en (ZMV).

### Röntgenstelle
Bei der Landeszahnärztekammer Hessen befindet sich die zahnärztliche Röntgenstelle. Die Röntgenstelle hat die Aufgabe, die Qualitätssicherung der zahnärztlichen Röntgengeräte in Hessen gemäß der Röntgenverordnung zu überprüfen. Dabei unterstützt die Röntgenstelle die Optimierung der Maßnahmen im Bereich Strahlenschutz, um die Strahlenbelastung der Patienten so gering wie möglich zu halten.

### Sonstige Aufgaben
- Überwachung der Berufspflichten der Kammerangehörigen
- Unterstützung des öffentlichen Gesundheitsdienstes bei der Erfüllung seiner Aufgaben
- Stellungnahme zu Gesetzesentwürfen auf Ersuchen von Behörden
- Förderung der Qualitätssicherung im Gesundheitswesen
- Ausgabe von Heilberufsausweisen und sonstigen Bescheinigungen

## Demokratische Verfassung
Als Körperschaft des öffentlichen Rechts ist die Landeszahnärztekammer Hessen demokratisch verfasst, das heißt insbesondere Legitimation aller Gremien durch Wahlen, festgelegte Zuständigkeiten und verfasste demokratische Entscheidungsprozesse. Grundlage dafür ist die Satzung der LZKH. Selbstverwaltungsorgane der Kammer sind:
- Delegiertenversammlung (48 Mitglieder)
- Vorstand (9 Mitglieder)

Die Zusammensetzung der Organe erfolgt durch Wahlen. Die Legislaturperiode beträgt 5 Jahre. Die laufenden Geschäfte der Kammer führt der geschäftsführende Vorstand in Zusammenarbeit mit der Hauptgeschäftsführung. Die LZKH gliedert sich in 51 Kreisstellen, denen die Erörterung und Durchführung der durch das Heilberufsgesetz der LZKH übertragenen Aufgaben nach Maßgabe der Beschlüsse der Organe obliegt. Das amtliche Mitteilungsorgan der Kammer ist „Der Hessische Zahnarzt“ (DHZ). Der DHZ erscheint alle zwei Monate in gemeinsamer Herausgeberschaft mit der Kassenzahnärztlichen Vereinigung Hessen.